# Aiphanes gelatinosa
Aiphanes gelatinosa är en enhjärtbladig växtart som beskrevs av Harold Emery Moore. Aiphanes gelatinosa ingår i släktet Aiphanes och familjen Arecaceae. Inga underarter finns listade i Catalogue of Life.